# Uitzouten
Uitzouten is een techniek in de synthetisch organische chemie waarmee organische verbindingen die matig in water oplosbaar zijn uit de waterlaag kunnen worden afgescheiden. Vaak wordt gebruikgemaakt van een verzadigde oplossing  of zelfs van vast natriumchloride. Afhankelijk van de uit te zouten verbinding wordt soms gebruikgemaakt van een basische (naast natriumchloride is ook natriumhydroxide gebruikt) of juist een zure (natriumchloride met wat zoutzuur) uitzoutprocedure.
Tijdens een reactie waarbij een organische verbinding ontstaat, wordt ook vaak een bijproduct gevormd. Ook zijn er soms hulpstoffen of een katalysator nodig.

## Voorbeeld
In de synthese van ethylacetaat uit azijnzuur en ethanol ontstaat water. Om de reactie te laten verlopen is zwavelzuur als katalysator nodig. Het gevormde ethylacetaat is matig oplosbaar in water.
Om het ethylacetaat in zuivere vorm in handen te krijgen bestaat de eerste stap uit uitzouten: er wordt een grote hoeveelheid zout aan het reactiemengsel toegevoegd. Het toegevoegde zout bindt water aan zich, waardoor de olie-achtige ethylacetaat-moleculen er niet meer bij passen. Zij vormen aparte, olieachtige, druppeltjes. De druppeltjes combineren dan tot een vloeibaar laagje ethylacetaat.
Een tweede aspect van uitzouten wordt gevormd door het feit dat zout water een veel grotere dichtheid heeft dan water zonder zout. Het gevolg is dat de gevormde ethylacetaatdruppeltjes makkelijker gaan drijven, en op die manier dus ook beter van de waterlaag gescheiden worden.